# Admir Teli
Admir Teli (* 2. června 1981, Skadar) je albánský fotbalový obránce, který v současné době působí v ázerbájdžánském klubu Qarabağ FK. Nastupoval také za A-mužstvo albánské reprezentace.

## Reprezentační kariéra
V národním A-mužstvu Albánie debutoval v přátelském utkání 22. 3. 2006 v Tiraně proti Gruzii (remíza 0:0).